# 漫畫大獎
漫畫大賞（日语：マンガ大賞），又譯漫畫大獎，是日本的漫畫獎項，由漫畫大賞執行委員會每年主辦一次。發起人為吉田尚記，2008年3月末頒發第1回漫畫大賞。

## 入圍資格
必須是頒獎年前一年推出（不等於開始連載）的漫畫，且出版單行本不能超過8卷(不包括往届漫画大奖获得者，包括2018年以来的电子书)，用意在於讓較新的作品有曝光的機會。

## 評選規則
- 第一輪：每位評審提名五部作品，票數最高的前十二名進入第二輪[4]（此為2020年最新規則，最一開始的錄取名額為前十名[1][3]）。錄取名額視情況會有所調整，例如票數相同者並列入圍[1][3][4]。
- 第二輪：每位評審閱讀完所有入圍作品後，用三票分別投出心目中的第一位、第二位和第三位[5]，第一位換算成得分3P（Point），第二位換算成得分2P，第三位換算成得分1P，以此分數計票決定結果[6]。

## 歷屆得主
- 說明：「*」表示本作品中文名為暫定譯名（無官方翻譯但已有慣用譯名者不算此類）

| 年度              | 得獎作品                                   | 入圍作品 | 備註             |
| ----------------- | ------------------------------------------ | --- | ---------------- |
| 2008 （第一回）   | 《岳》（石塚真一） 68P                     | - 《四葉妹妹！》（東清彥） 49P - 《海街日記》（吉田秋生） 43P - 《花漾人生》（吉永史） 43P - 《只想告訴你》（椎名輕穗） 42P - 《大奥》（吉永史） 40P - 《皇国的守護者》（佐藤大輔・伊藤悠） 35P - 《鈴里高校書道部》（河合克敏） 27P - 《農大菌物語》（石川雅之） 26P - 《夏目友人帳》（綠川幸） 23P - 《向日葵爸比》（東村明子） 20P - 《昨日的美食》（吉永史） 19P | 共十二部作品入圍 |
| 2009 （第二回）   | 《花牌情緣》（末次由紀） 102P              | - 《宇宙兄弟》（小山宙哉） 94P - 《3月的獅子》（羽海野千花） 65P - 《深夜食堂》（安倍夜郎） 47P - 《青春少年Magazine 1978〜1983》*（小林誠） 46P - 《聖哥傳》（中村光） 45p - 《鈴里高校書道部》（河合克敏） 43P - 《媽媽是緊張大師》*（東村明子） 36P - 《美食獵人TORIKO》（島袋光年） 25P - 《召喚惡魔》（久保保久） 15P | 共十部作品入圍   |
| 2010 （第三回）   | 《羅馬浴場》（山崎麻里） 94P               | - 《宇宙兄弟》（小山宙哉） 89P - 《爆漫王。》（大場鶇・小畑健） 60P - 《請叫我英雄》（花澤健吾） 55P - 《謎樣的他》（西炯子） 48P - 《蟲與歌：市川春子作品集》（市川春子） 47p - 《海月姫》（東村明子） 46P - 《桃花期》（久保美津郎） 44P - 《棒球少年扎瓦》*（三島衛里子） 25P - 《青之炎》（島本和彦） 23P | 共十部作品入圍   |
| 2011 （第四回）   | 《3月的獅子》（羽海野千花） 75P            | - 《姊嫁物語》（森薫） 55P - 《請叫我英雄》（花澤健吾） 51P - 《花之懶散飯》（久住昌之・水澤悦子） 50P - 《失戀巧克力師》（水城雪可奈） 47P - 《別說再見》（上野顯太郎） 42P - 《進擊的巨人》（諫山創） 41P - 《刻刻》（堀尾省太） 38P - 《真白之音》（羅川真里茂） 36P - 《漂流武士》（平野耕太） 35P - 《Don't Cry、Girl》*（山下知子） 35P - 《為主人哭泣》（東村明子） 27P - 《SARU》（五十嵐大介） 21P                                                                                                 | 共十三部作品入圍 |
| 2012 （第五回）   | 《銀之匙 Silver Spoon》（荒川弘） 76P      | - 《大东京玩具箱》（UME） 61P - 《信長協奏曲》（石井步） 57P - 《昭和元祿落語心中》（雲田晴子） 49P - 《25點的休假：市川春子作品集II》（市川春子） 46P - 《漂流武士》（平野耕太） 43P - 《錢進球場》（森高夕次・足立金太郎） 41P - 《請叫我英雄》（花澤健吾） 40P - 《外天樓》（石黑正数） 37P - 《高杉家的愛心便當》*（柳原望） 37P - 《日日搖滾》（榎屋克優） 32P - 《惡之華》（押見修造） 28P - 《四月是你的謊言》（新川直司） 27P - 《鬼燈的冷徹》（江口夏實） 24P - 《鄰座同學是怪咖》（森繁拓真） 12P | 共十五部作品入圍 |
| 2013 （第六回）   | 《海街日記》（吉田秋生） 89P               | - 《姊嫁物語》（森薫） 78P - 《舞動青春》（竹内友） 78P - 《高分少女》（押切蓮介） 62P - 《俺物語!!》（河原和音・或子） 58P - 《暗殺教室》（松井優征） 40P - 《九井諒子作品集 龍可愛的七個孩子》（九井諒子） 36P - 《人間仮免中》（卯月妙子） 35P - 《火星異種》（貴家悠・橘賢一） 30P - 《山賊日記～真實的獵師奮鬥記～》（岡本健太郎） 29P - 《我們的噴火祭典》*（真造圭伍）》 29P | 共十一部作品入圍 |
| 2014 （第七回）   | 《姊嫁物語》（森薫） 94P                   | - 《只有我不存在的城市》（三部敬） 82P - 《再見了小蛋蛋》*（武田一義） 66P - 《七大罪》（鈴木央） 59P - 《抽屜裡的生態箱》（九井諒子） 54P - 《重版出來！》（松田奈緒子） 46P - 《一拳超人》（ONE・村田雄介） 43P - 《亞人》（櫻井画門） 32P - 《足摺水族館》*（panpanya） 31P - 《在下坂本，有何貴幹？》（佐野菜見） 9P | 共十部作品入圍   |
| 2015 （第八回）   | 《塗鴉日記》（東村明子） 80P               | - 《不讓小孩子知道》（田島列島） 66P - 《聲之形》（大今良時） 65P - 《只有我不存在的城市》（三部敬） 57P - 《BLUE GIANT》（石塚真一） 49P - 《舞動青春》（竹内友） 40P - 《純真之人》（坂本眞一） 38P - 《我的英雄學院》（堀越耕平） 36P - 《國王們的海盜》（・深見真） 35P - 《累》（） 30P - 《月刊少女野崎同學》（椿泉） 28P - 《魔法使的新娘》（ヤマザキコレ） 20P - 《寶石之國》（市川春子） 18P - 《在天才學生宿舍遇見未來大科學家》（高野文子） 8P                                                               | 共十四部作品入圍 |
| 2016 （第九回）   | 《黃金神威》（野田智） 91P                 | - 《迷宮飯》（九井諒子） 78P - 《BLUE GIANT》（石塚真一） 68P - 《只有我不存在的城市》（三部敬） 55P - 《百萬坪迷宮》（） 49P - 《聽我的電波吧》（沙村广明） 43P - 《愛在雨過天晴時》（眉月啍） 42P - 《町田君的世界》（） 38P - 《東京白日夢女》（東村明子） 29P - 《献给冈崎》（） 28P - 《炸豬排DJ揚太郎》（・） 25P | 共十一部作品入圍 |
| 2017 （第十回）   | 《響～成為小說家的方法～》（柳本光晴） 67P | - 《金之國 水之國》（岩本奈緒） 64P - 《迷宮飯》（九井諒子） 63P - 《青之芦苇》（小林有吾・取材原案協力 上野直彦） 60P - 《聽我的電波吧》（沙村广明） 48P - 《約定的夢幻島》（白井海芋・） 43P - 《鑫神奇譚》（堀尾省太） 42P - 《炎拳》（藤本樹） 37P - 《高分少女》（押切蓮介） 33P - 《擅長捉弄人的高木同學》（山本崇一朗） 30P - 《我的少年》（） 20P - 《東京白日夢女》（東村明子） 18P - 《空挺Dragons》（桑原太矩） 9P                                                                               | 共十三部作品入圍 |
| 2018 （第十一回） | 《BEASTARS》（板垣巴留） 78P               | - 《我們是外星接觸者》*（） 68P - 《凪的新生活》（コナリミサト） 56P - 《迷宮飯》（九井諒子） 52P - 《給不滅的你》（大今良時） 47P - 《請在伸展台上微笑》（） 46P - 《魔法帽的工作室》（白濱鷗） 42P - 《來自深淵》（土筆章人） 40P - 《別對映像研出手！》（大童澄瞳） 38P - 《酷愛電影的龐波小姐》（杉谷庄吾【人間プラモ】） 28P - 《約定的夢幻島》（白井海芋・出水ぽすか） 26P - 《鑫神奇譚》（堀尾省太）13P | 共十二部作品入圍 |
| 2019 （第十二回） | 《彼方的阿斯特拉》（篠原健太） 94P         | - 《勿說是推理》（田村由美） 78P - 《藍色時期》（山口飛翔） 73P - 《異國日記》（山下知子） 45P - 《沙贊與彗星的少女》（赤瀬由里子） 41P - 《偕雲前往北北西》（入江亞季） 40P - 《难缠的金刚寺同学》（豐田實） 39P - 《春心萌動的老屋緣廊》（鶴谷香央理） 38P - 《妖精森林的小不點》（樫木祐人） 33P - 《凪的新生活》（コナリミサト） 25P - 《迷宮飯》（九井諒子） 23P - 《鑫神奇譚》（堀尾省太） 22P - 《1122》（） 19P                                                                                     | 共十三部作品入圍 |
| 2020 （第十三回） | 《藍色時期》（山口飛翔） 69P               | - 《SPY×FAMILY間諜家家酒》（遠藤達哉） 63P - 《躍動青春》（高松美咲） 58P - 《聽我的電波吧》（沙村廣明） 57P - 《水流向大海》（田島列島） 56P - 《勿說是推理》（田村由美） 54P - 《為你著迷》（） 50P - 《鏈鋸人》（藤本樹） 40P - 《幕結》（保谷伸） 36P - 《異國日記》（山下知子） 31P - 《我內心的糟糕念頭》（樱井纪雄） 24P - 《明日去死》（雁須磨子） 20P | 共十二部作品入圍 |
| 2021 （第十四回） | 《葬送的芙莉蓮》（山田鐘人・阿部司） 91P   | - 《地。-關於地球的運動-》（） 67P - 《去唱卡拉OK吧！》（） 64P - 《水流向大海》（田島列島） 60P - 《【我推的孩子】》（・橫槍萌果） 59P - 《怪獸8號》（松本直也） 58P - 《女校之星》（） 57P - 《春心萌動的老屋緣廊》（鶴谷香央理） 48P - 《九龍大眾浪漫》（眉月啍） 46P - 《SPY×FAMILY間諜家家酒》（遠藤達哉） 38P | 共十部作品入圍   |
| 2022 （第十五回） | 《達爾文事變》（） 74P                     | - 《驀然回首》（藤本樹） 68P - 《平屋慢生活》（真造圭伍） 66P - 《女校之星》（） 63P - 《地。-關於地球的運動-》（） 59P - 《一兆＄遊戲》（稻垣理一郎・池上辽一） 55P - 《膽大黨》（龍幸伸） 53P - 《【我推的孩子】》（・橫槍萌果） 49P - 《海波追尋的終幕》（たらちねジョン） 45P - 《自行車店的高橋君》（松虫あられ） 32P | 共十部作品入圍   |
| 2023 （第十六回） | 《畫完這個再去死》（豐田實） 102P          | - 《朱音落語》（馬上鷹將・末永裕樹） 100P - 《女校之星》（） 65P - 《正相反的你與我》（阿賀沢紅茶） 65P - 《穹廬下的魔女》（トマトスープ） 59P - 《日本三國》（） 59P - 《再見繪梨》（藤本樹） 44P - 《躲在超市後門抽菸的兩人》（地主） 34P - 《劇光仮面》（山口貴由） 32P - 《章魚嗶的原罪》（Taizan 5） 29P - 《光逝去的夏天》（モクモクれん） 22P | 共十一部作品入圍 |
| 2024 （第十七回） | 《》（） 96P                               | - 《黄泉使者》（荒川弘） 73P - 《》（坂上暁仁） 72P - 《給和平國度的島崎》（瀬下猛・濱田轟天） 59P - 《鑽石的功罪》（平井大橋） 56P - 《》（） 56P - 《正相反的你與我》（阿賀沢紅茶） 50P - 《》（吉永史） 49P - 《平屋慢生活》（真造圭伍） 49P - 《》（） 28P | 共十部作品入圍   |
| 2025 （第十八回） | 《艾莉絲，直達宇宙》（ありす、宇宙までも）（売野機子） 102P  | - 《路邊的藤井》（路傍のフジイ）（鍋倉夫）79P - 《普通輕音社》（原作：クワハリ、作画：出内テツオ）75P - 《圖書館的大魔法師》（泉光）69P - 《魚腥草花開時》（どくだみの花咲くころ）（城戸志保）51P - 《重生之後與前世戀人重新展開魔法學校生活※可是好感度為0》（死に戻りの魔法学校生活を、元恋人とプロローグから（※ただし好感度はゼロ））（漫画：白川蟻ん、原作：六つ花えいこ、キャラクター原案：秋鹿ユギリ）45P - 《女校之星》（和山やま）44P - 《銀河金融保險公司COSMOS》（英語版）（田村隆平）38P - 《這個世界還有為之戰鬥的價值》（この世は戦う価値がある）（こだまはつみ）37P - 《最愛暴食的望月小姐》（ドカ食いダイスキ! もちづきさん）（まるよのかもめ）24P       | 共十部作品入圍   |

## 外部連結
- 官方网站 （日語）